# امنیت عمومی
امنیت عمومی (انگلیسی: Public security) پیشگیری و محافظت از رویدادهایی است که می‌تواند ایمنی و امنیت در مکان‌های عمومی را از خطر قابل توجه، آسیب یا خسارت به اموال به خطر بیندازد. این امر اغلب توسط یک حکومت یا دولت منطقه‌ای یا ایالتی انجام می‌شود تا از شهروندان، افراد در قلمرو خود، سازمان‌ها و مؤسسات در برابر تهدیدات برای بقا و رفاه آنها اطمینان حاصل شود.
مسائل مربوط به امنیت عمومی که یک حوزه قضایی شهرداری، شهرستان، منطقه یا فدرال ممکن است به آنها رسیدگی کند شامل جرایم، آتش‌سوزی‌های ساختمانی، آتش‌سوزی‌های گسترده، فوریت‌های پزشکی، حوادث با تلفات جمعی، بلایا، تروریسم و سایر نگرانی‌ها است.
سازمان‌های امنیت عمومی سازمان‌هایی هستند که امنیت عمومی را حفظ می‌کنند. این سازمان‌ها اغلب شامل خدمات اضطراری و امدادگران اولیه مانند نیروهای انتظامی، خدمات آتش‌نشانی، خدمات پزشکی اورژانس، نیروهای امنیتی و نیروهای نظامی هستند. آنها اغلب توسط یک دولت اداره می‌شوند، اگرچه برخی از سازمان‌های امنیت عمومی خصوصی نیز در صورت امکان وجود دارند.